# 亞太電信
亞太電信股份有限公司（簡稱亞太電），是台灣的電信業者。原名為亞太固網寬頻股份有限公司，成立於2000年。擁有寬頻固網（Broadband Fixed Lines）、寬頻行動通信（Broadband Wireless）與寬頻網際網路（Broadband Internet）三大寬頻事業。2023年12月15日與遠傳電信合併亞太電信消滅。

## 歷史沿革

### 早期歷史

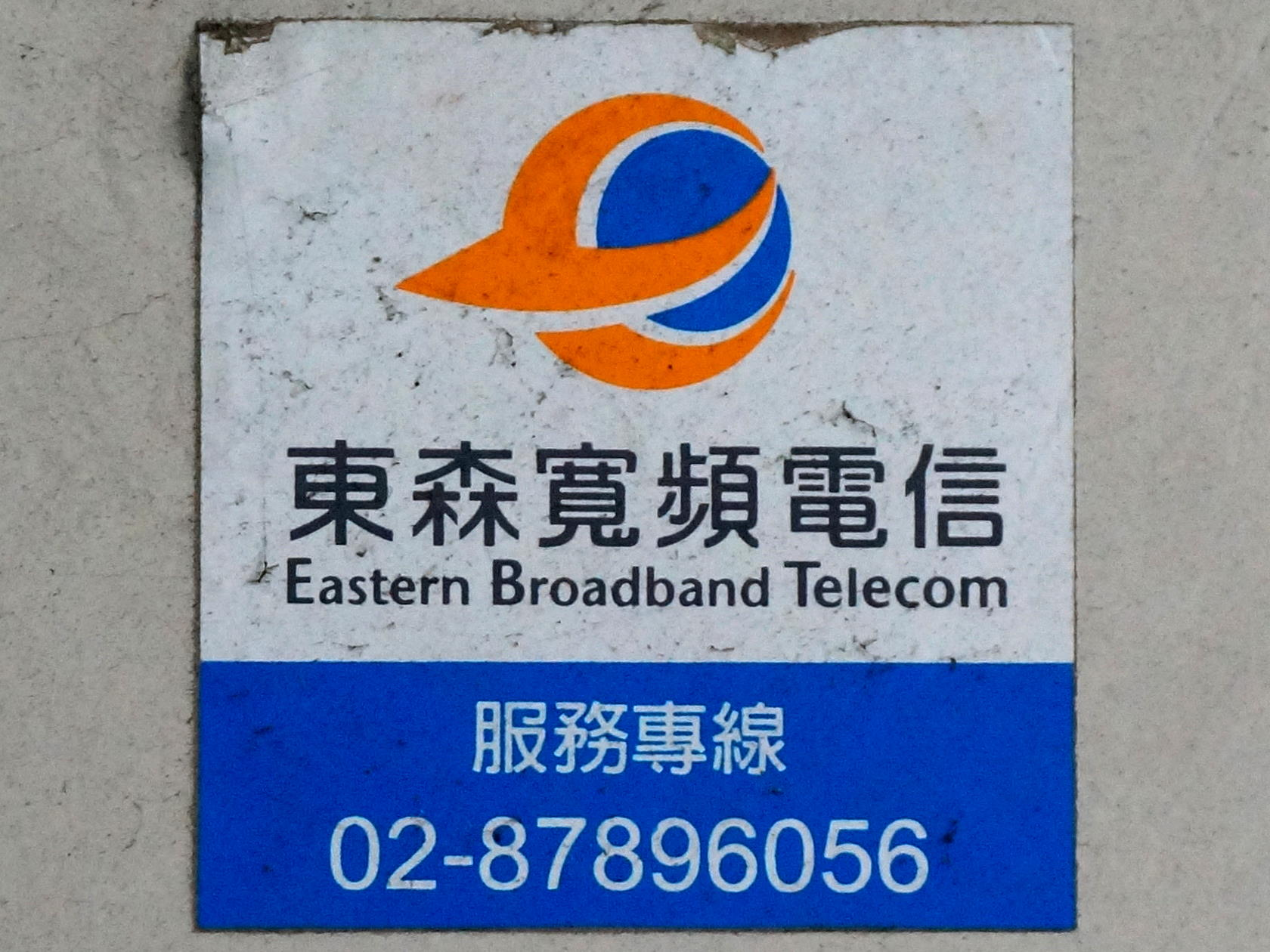
東森寬頻電信固網線路貼紙

1998年，力霸企業集團成立「力霸電信籌備處」，籌備固網投標事宜。
1999年12月，「力霸電信籌備處」更名為「東森寬頻電信股份有限公司籌備處」並參與投標。

### 東森寬頻電信

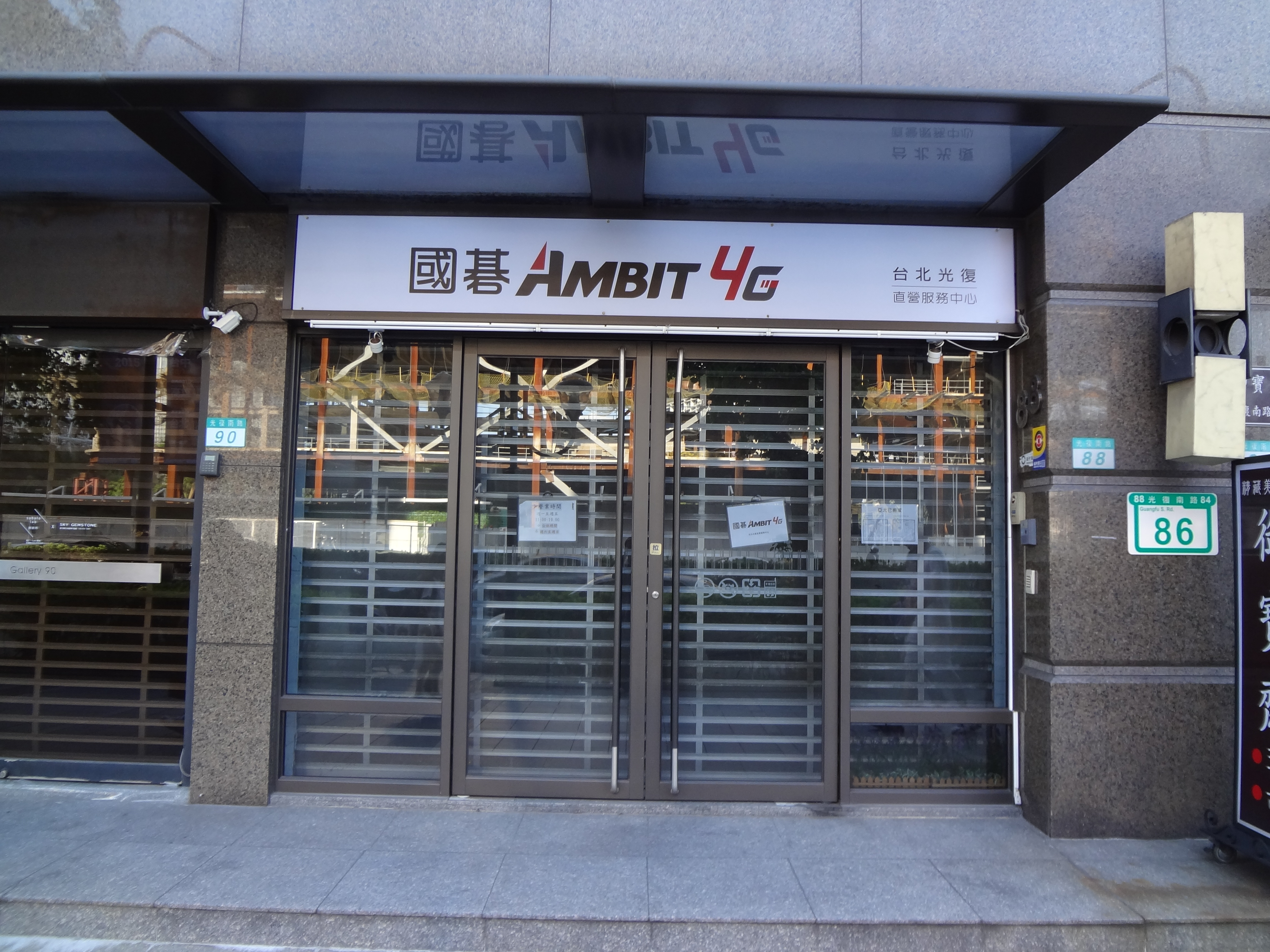
國碁電子台北光復直營服務中心

東森寬頻電信是由力霸企業集團負責籌組，並結合台灣鐵路管理局與國內外三十多家製造業者、金融機構、專業創投公司及知名企業集團合資，為中華民國首家完成公司設立並取得第一張營運特許執照之民營固網業者。
2000年3月，東森寬頻電信籌備處申請經營「固定通信綜合網路業務」，通過交通部電信總局審查合格。
2000年5月5日，「東森寬頻電信股份有限公司」（Eastern Broadband Telecommunications Co., Ltd.）正式成立，簡稱EBT。同年12月入主「亞太線上股份有限公司」（APOL），與亞太線上（APOL）簽訂投資協議，由仲琦科技釋出亞太線上70%股權予東森寬頻電信；東森寬頻電信因此取得亞太線上70%股份，跨足第二類電信事業。
2001年，東森寬頻電信轉投資成立「亞太行動寬頻電信股份有限公司」（APBW）參與3G執照競標。同年1月，東森寬頻電信總經理王令台及執行副總經理鄭俊卿分別接任亞太線上董事長及總經理，並取得台灣第一張民營電信固網執照。
2001年3月，東森寬頻電信宣布開台營運，提供「005國際直撥電話」、「1805國內長途電話」、「Sweet Card隨意打國際電話卡」、ADSL寬頻上網、數據專線、虛擬私人網路（VPN）及數據中心（IDC）等全方位寬頻電信服務。

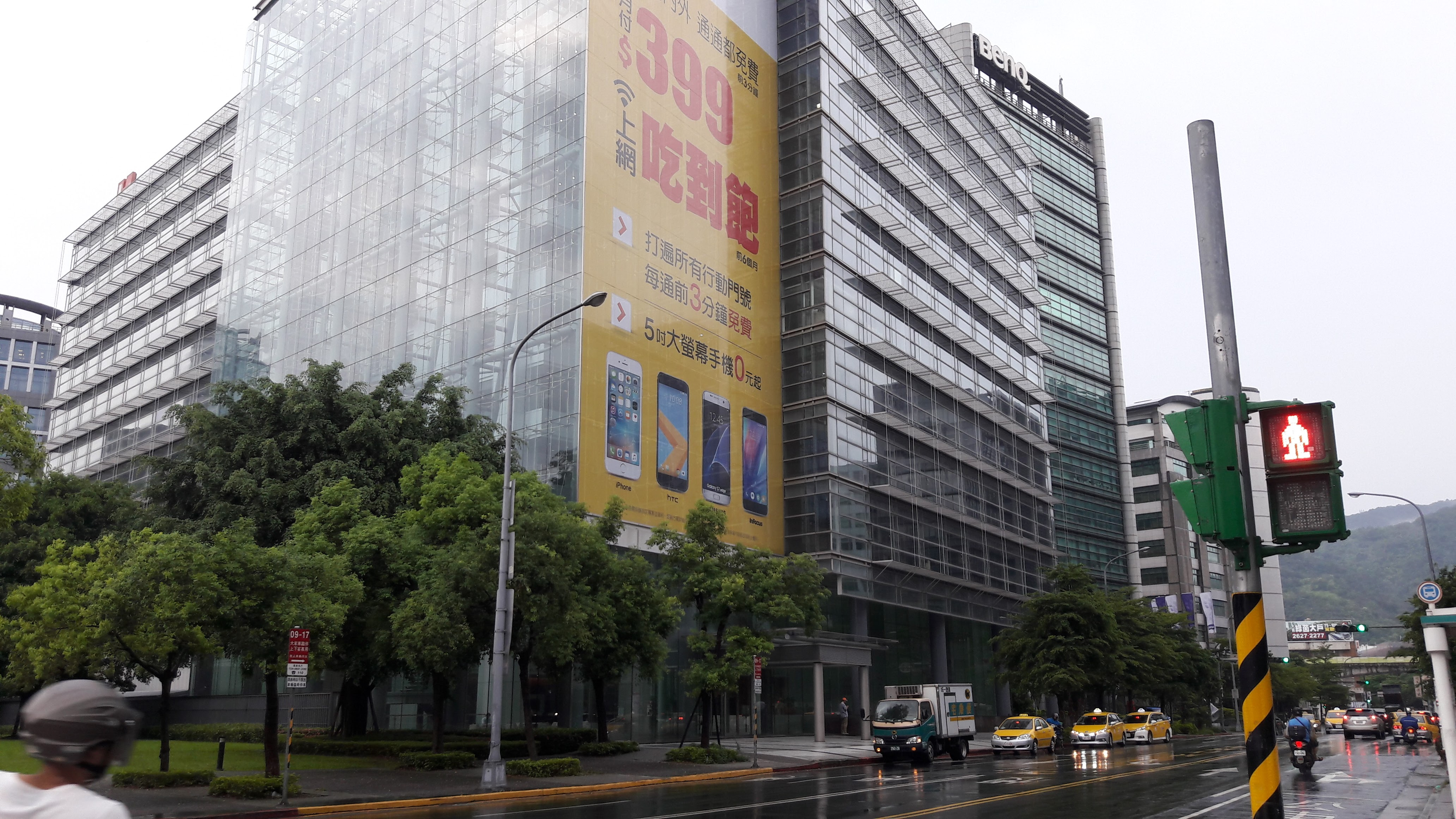
位于台北市内湖区基湖路的亚太电信总公司

2001年11月，東森寬頻電信轉投資成立「亞太行動寬頻電信股份有限公司」（Asia Pacific Broadband Wireless Communications, Inc.），簡稱APBW，公司成立實收資本額為新台幣160億2仟萬元，參與國內第三代行動通信業務執照競標作業。
2002年2月，東森寬頻電信旗下的亞太行動寬頻以新台幣105億7仟萬元標得第三代行動通信服務（3G）執照中頻寬最大的編號E執照。（3G執照，採用CDMA2000系統）
2002年7月，東森寬頻電信與和信超媒體簽定意向書，東森寬頻電信擬以新台幣4.5億元收購和信超媒體旗下14萬寬頻網路用戶及網路設備；但2002年10月6日，由於東森寬頻電信無法獲得和信企業團旗下12家有線電視系統業者的支持，此收購案宣告破局。
2002年12月，東森寬頻電信旗下的亞太行動寬頻與鮮京電信合作推動第三代行動通信服務商用化。
2003年3月31日，旗下之亞太網際網路交換中心(Eastern Broadband Internet Exchange，縮寫：EBIX）通過TWNIC認可IX之審核，為台灣地區繼台灣網際網路交換中心(TWIX)、台北網際網路交換中心(TPIX)及中華民國網際網路交換中心(TWNAP)後成立的第四家網際網路交換中心。
2003年7月，亞太行動寬頻開始提供第三代行動通信服務，行動電話系統為CDMA2000，為台灣第一家開台營運的第三代行動通信服務業者。

### 亞太電信集團
2004年6月，東森寬頻電信股東大會通過公司更名案，決議更名為「亞太固網寬頻股份有限公司」（Asia Pacific Broadband Telecom Co., Ltd.），簡稱APBT。同年8月，亞太固網寬頻結合亞太行動寬頻及亞太線上成立「亞太電信集團」（Asia Pacific Telecom Group），簡稱APTG。集團成員包含亞太固網、亞太行動（亞太固網持有99.88%股權）及亞太線上（亞太固網持有73.32%股權）。
2006年8月1日，亞太線上「線上遊戲事業部」獨立為子公司「猿人在線股份有限公司」（Asia Pacafic Entertainment Networks），簡稱APE，首任董事長為王令興。2007年5月，亞太固網寬頻董事會通過亞太行動寬頻與亞太固網寬頻二合一簡易合併案。同年6月，亞太行動與亞太固網進行合併作業。同年9月：亞太固網寬頻以「亞太電信」品牌繼續提供固網寬頻與行動寬頻服務，並以「為你做更好」（Making Better Changes）為品牌精神，企業識別系統也由過去的「APTG」全面更新為「A+」。2007年10月：亞太固網寬頻更名為「亞太電信股份有限公司」（政府接管後最大股東為臺灣鐵路管理局，但暫委由東元電機經營）。
2008年3月，猿人在線歇業，併回亞太線上。2010年2月，亞太電信與酷派簽定策略合作備忘錄。同年7月，亞太電信推出「全球漫遊一碼通」。2011年5月，亞太電信合併亞太線上。12月1日，亞太電信股票登錄興櫃交易，股票代號3682。2012年10月，亞太電信EV-DO高速行動數據網路服務正式商業運轉。
2013年3月27日，亞太電信向臺灣證券交易所申請股票上市。同年8月5日，亞太電信股票以每股新台幣12.3元在臺灣證券交易所正式掛牌上市，亞太電信成為台灣第四個股票上市的電信業者，與中華電信、台灣大哥大及遠傳電信稱為「電信四雄」。
2014年5月26日，亞太電信與鴻海集團同時宣布雙方簽訂合作意向書，鴻海集團旗下的國碁電子以策略性投資人身分參與亞太電信的私募認股，國碁電子必須在私募案通過後1年內引介經亞太電信認可的國際級策略性投資人以相同條件認購其餘3成股權，最後國碁電子與亞太電信以換股方式進行吸收合併，合併後以亞太電信為存續公司。同年7月，鴻海集團副總裁呂芳銘接任亞太電信董事長。同年8月29日，亞太電信召開股東臨時會，通過與國碁電子合併案，合併基準日暫定為2015年6月底。
2014年9月，亞太電信與台灣大哥大策略聯盟，將共享網路資源。同年10月，亞太電信獲得中華民國國家通訊傳播委員會核發700MHz頻段之4G特許執照。同年12月9日，亞太電信發表企業識別標誌「Gt 4G」，並展開4G試營運。
2015年12月31日，亞太電信與國碁電子完成合併，以亞太電信為存續公司。
2022年2月25日，亞太電信透過換股與遠傳電信合併，前者將成為消滅公司，後者則為存續公司。合併基準日暫訂為同年9月30日。
2023年7月中旬，公平會以附加負擔方式，宣布通過遠傳、亞太電信合併案，因合併亞太關閉部分直營與加盟門市，亞太用戶9月開始能至遠傳門市繳費，合併基準日將落在第4季。
2023年10月30日，遠傳、亞太電信公告，遠傳合併亞太電信合併基準日暫定於12月15日。
2023年12月14日，因應遠傳、亞太電信合併，進行系統維護作業網站暫停服務，（影響時間19:00PM~23:59PM）。
2023年12月15日，亞太電信股份有限公司與遠傳電信股份有限公司正式合併。

## 服務項目

### 行動通信服務

#### 行動寬頻業務(4G)
2014年12月24日開始提供服務，採用LTE系統，特許有效期間至2030年12月31日止。採用多標準無線技術（Multi-Standard Radio）利用900MHz中5MHz頻寬提供2G GSM語音服務。

##### 服務門號(4G)
提供之行動寬頻業務(4G)服務，門號区间可參考以下列表：
列表中所列出之门号区间，前方开头之数字为固定号码，#及%号可分配、调整之范围请见备注，*号代表其可分配、调整之范围为0至9；
除以下列表之门号，亦可保留其他业者所分配之门号，更换服务业者为亚太电信；或将下列表之门号由亚太电信更换为其它业者，此服务称为号码可携。
| 門號(前4碼) | 門號(後6碼) | 門號長度 | 备注 |
| ----------- | ----------- | -------- | --- |
| 0906        | ******      | 10位數   | |
| 0907        | ******      | 10位數   | - 該門號區間為原国碁电子持有，其與亞太電信合併後門號被持續使用。                                                                                |
| 0968        | #*****      | 10位數   | - #可分配之範圍從2至5。 - #從0至1范围为远传电信持有。 - #從6至9范围为台湾之星持有。 - 該門號區間為原大眾電信持有，終止服務後門號被分給5家業者。 |

##### LTE頻段
- FDD-LTE 700Mhz(Band28) (A1 10Mhz）
- TDD-LTE 2600Mhz(Band38) (D5 20Mhz+D6 20Mhz)

#### 第三代行動通信(3G)
2003年7月28日開始提供服務，開台時為亞太行動寬頻提供服務。
採用CDMA2000系統，為2002年發放第三代行動通信執照(A至E)中之E執照(核配頻率825MHz至845MHz及870MHz至890MHz)，原特許有效期間為2002年2月7日起至2018年12月31日止。4G行動寬頻業務第一次競標後，885MHz至890MHz頻段由台灣之星得標(需待亞太電信執照到期後才能取得)，2015年11月13日兩家業者協議並經國家通訊傳播委員會同意，3G CDMA2000業務提前於2018年1月1日起終止，台灣之星提早取得使用權。

##### 服務門號(3G)
提供之第三代行動通信服務，門號区间可參考以下列表：
列表中所列出之门号区间，前方开头之数字为固定号码，#及%号可分配、调整之范围请见备注，*号代表其可分配、调整之范围为0至9；
除以下列表之门号，亦可保留其他业者所分配之门号，更换服务业者为亚太电信；或将下列表之门号由亚太电信更换为其它业者，此服务称为号码可携。
| 門號(前4碼) | 門號(後6碼) | 門號長度 | 备注                                                                                              |
| ----------- | ----------- | -------- | ------------------------------------------------------------------------------------------------- |
| 0977        | #*****      | 10位數   | - #可分配之範圍從0至7。 - #從8至9范围未被分配給任何業者持有。 - 該門號區間內部分號碼業經NCC收回。 |
| 0980        | #*****      | 10位數   |                                                                                                   |
| 0982        | ******      | 10位數   | - 該門號區間內部分號碼業經NCC收回。                                                               |
| 0985        | ******      | 10位數   | - 該門號區間內部分號碼業經NCC收回。                                                               |

### 語音通信服務

#### 市內電話服務
固定式电话服务，为台湾地区继中华电信后，第二家提供市内电话之电信业者。

##### 服務門號(市內電話)
提供之市內電話，門號区间可參考以下列表：
列表中所列出之门号区间，前方开头之数字为固定号码，#及%号可分配、调整之范围请见备注，*号代表其可分配、调整之范围为0至9；
除以下列表之门号，亦可保留其他业者所分配之门号，更换服务业者为亚太电信；或将下列表之门号由亚太电信更换为其它业者，此服务称为号码可携。
405開頭之門號，爲全區統一撥接碼，僅可撥入無法撥出；
有别于行动电话拨打有分网内(拨打至相同业者门号)与网外(拨打至不同业者门号)，市话电话服务无分网内与网外，例如亚太电信市内电话拨打亚太电信市内电话；或亚太电信市内电话拨打台湾固网室内电话，费率相同。
| 區碼 | 區域 | 服務縣市                               | 收费区 | 門號長度 | 門號区间              | 备注                                                 |
| ---- | ---- | -------------------------------------- | ------ | -------- | --------------------- | ---------------------------------------------------- |
| 02   | 台北 | - 台北市                               | 第2级  | 8位數    | - 55#***** - 405%**** | - #可分配之範圍從5至9 - %可分配之範圍為0、1、5、8、9 |
| 02   | 台北 | - 新北市                               | 第2级  | 8位數    | - 55#***** - 405%**** | - #可分配之範圍從5至9 - %可分配之範圍為0、1、5、8、9 |
| 02   | 台北 | - 基隆市                               | 第2级  | 8位數    | - 55#***** - 405%**** | - #可分配之範圍從5至9 - %可分配之範圍為0、1、5、8、9 |
| 03   | 桃園 | - 桃園市                               | 第2级  | 7位數    | - 25#**** - 405****   | - #可分配之範圍從0至5                                |
| 03   | 新竹 | - 新竹市                               | 第2级  | 7位數    | - 60#**** - 405****   | - #可分配之範圍從0至4                                |
| 03   | 新竹 | - 新竹县                               | 第2级  | 7位數    | - 60#**** - 405****   | - #可分配之範圍從0至4                                |
| 03   | 花蓮 | - 花蓮縣                               | 第1级  | 7位數    | - 800**** - 405****   |                                                      |
| 03   | 宜蘭 | - 宜蘭縣                               | 第1级  | 7位數    | - 900**** - 405****   |                                                      |
| 037  | 苗栗 | - 苗栗县                               | 第1级  | 6位數    | - 28**** - 40****     |                                                      |
| 037  | 苗栗 | - 新竹县峨眉乡部分                     | 第1级  | 6位數    | - 28**** - 40****     |                                                      |
| 04   | 台中 | - 台中市                               | 第2级  | 8位數    | - 350***** - 405%**** | - #可分配之範圍從0至9 - %可分配之範圍為0、1、5、8、9 |
| 04   | 台中 | - 苗栗县卓兰镇                         | 第2级  | 8位數    | - 350***** - 405%**** | - #可分配之範圍從0至9 - %可分配之範圍為0、1、5、8、9 |
| 04   | 台中 | - 南投县仁爱乡部分                     | 第2级  | 8位數    | - 350***** - 405%**** | - #可分配之範圍從0至9 - %可分配之範圍為0、1、5、8、9 |
| 04   | 台中 | - 花莲县秀林乡富世村关原地区           | 第2级  | 8位數    | - 350***** - 405%**** | - #可分配之範圍從0至9 - %可分配之範圍為0、1、5、8、9 |
| 04   | 彰化 | - 彰化縣                               | 第2级  | 7位數    | - 80#**** - 405****   | - #可分配之範圍從0至4                                |
| 049  | 南投 | - 南投縣                               | 第1级  | 7位數    | - 500**** - 405****   |                                                      |
| 049  | 南投 | - 彰化县芬园乡                         | 第1级  | 7位數    | - 500**** - 405****   |                                                      |
| 049  | 南投 | - 台中市乌日区溪尾里、新社区福兴里部分 | 第1级  | 7位數    | - 500**** - 405****   |                                                      |
| 05   | 嘉义 | - 嘉义市                               | 第2级  | 7位數    | - 300**** - 405****   |                                                      |
| 05   | 嘉义 | - 嘉义县(六脚乡及新港乡部分地区除外)   | 第2级  | 7位數    | - 300**** - 405****   |                                                      |
| 05   | 云林 | - 云林县                               | 第2级  | 7位數    | - 550**** - 405****   |                                                      |
| 05   | 云林 | - 嘉义县六脚乡及新港乡部分地区         | 第2级  | 7位數    | - 550**** - 405****   |                                                      |
| 06   | 台南 | - 台南市                               | 第2级  | 7位數    | - 51#**** - 405****   | - #可分配之範圍從0至3                                |
| 06   | 澎湖 | - 澎湖县                               | 第1级  | 7位數    | - 950**** - 405****   |                                                      |
| 07   | 高雄 | - 高雄市                               | 第2级  | 7位數    | - 95**** - 405****    | - #可分配之範圍從0至9                                |
| 08   | 屏东 | - 屏东县                               | 第2级  | 7位數    | - 80#**** - 405****   | - #可分配之範圍從0至3                                |
| 089  | 台东 | - 台东县                               | 第1级  | 6位數    | - 96**** - 40****     |                                                      |
| 082  | 金门 | - 金门县                               | 第1级  | 6位數    | - 50****              |                                                      |
| 0836 | 马祖 | - 连江县                               | 第1级  | 5位數    | - 6****               |                                                      |

#### 多功能受話方付費(0809)
有別於一般由撥打方電話支付通話費用，受话方付费电话由門號申請者(即受話方)支付通話費用，080開頭之門號僅可撥入無法撥出。

##### 服務門號(0809)
提供之多功能受話方付費電話服務，門號区间可參考以下列表)：
列表中所列出之门号区间，前方开头之数字为固定号码，#及%号可分配、调整之范围请见备注，*号代表其可分配、调整之范围为0至9；
除以下列表之门号，亦可保留其他业者所分配之门号，更换服务业者为亚太电信；或将下列表之门号由亚太电信更换为其它业者，此服务称为号码可携。
| 門號(前4碼) | 門號(後6碼) | 門號長度 | 备注                                            |
| ----------- | ----------- | -------- | ----------------------------------------------- |
| 0809        | #%****      | 10位數   | - #可分配之範圍從0至0。 - %可分配之範圍從5至6。 |

#### 付費語音服務(020)
拨打方需支付该通电话相对略高于一般电话之电信费用，門號申請者(即受話方)可从中分得利润，多用于专业咨询(例如法律咨询)、募款、电话投票等，020開頭之門號僅可撥入無法撥出。

##### 服務門號(020)
提供之多功能付費語音服務，門號区间可參考以下列表：
列表中所列出之门号区间，前方开头之数字为固定号码，#及%号可分配、调整之范围请见备注，*号代表其可分配、调整之范围为0至9；
| 門號(前3碼) | 門號(後6碼) | 門號長度 | 备注                    |
| ----------- | ----------- | -------- | ----------------------- |
| 020         | - 8#****    | 9位數    | - #可分配之範圍從0至0。 |
| 020         | - 9#****    | 9位數    | - #可分配之範圍從6至9。 |

#### 國際電話(005/015)
提供之國際電話冠碼为005國際電話及015經濟型國際電話，用戶於任一業者之市內電話或行動電話，撥打國際電話前輸入该冠码，即可選擇由亞太電信之路由撥出該通国际電話。
005与015两者之差异，在于前者计费单位为每6秒，后者为每分钟。

#### 國內長途電話(1805)
用戶於任一業者之市內電話(无法于行動電話使用)，撥打长途電話前輸入该冠码，即可選擇由亞太電信之路由撥出該通长途電話。

### IDC網路資訊

#### 網域名稱
可受理.tw之国家和地区顶级域名(ccTLD)和.com、.org、.net、.biz、.info、.cc、.us、.asia等域名服务註冊申请。TWNIC自2001年3月1日起，不再直接受理新申请.tw域名服务注册，改由授權之受理註冊機構負責，亚太电信为授權之受理註冊機構之一。
由亚太电信管理之網域名稱，另提供有DNS代管服務。

#### 亞太網際網路交換中心
為台灣地區第四家成立的網際網路交換中心，設址於台北市南港區南港軟體園區。

### OTT服務
2018年推出手機和平板的「Gt TV」直播影音服務。2019年支援機上盒及智能電視，並與鴻海科技集團合作發展數位匯流服務，增加直播頻道至130台。

## 爭議及斷網事件
以下爭議事件及斷網事件依照發生順序列出：

### 爭議事件
- 2014年12月26日(事件報導日期)，亞太電信宣佈與台灣大哥大策略聯盟，開始共用核心網路設備，因此引發其他業者不滿，擔心影響用戶權益，引起國家通訊傳播委員會(NCC)介入調查[33]，2017年12月31日結束借網行為。

### 斷網事件
- 2015年6月28日，台灣大哥大在中午12時30分至下午2時5分，因網路異常突然沒有收訊，斷網95分鐘；台灣大哥大策略合作夥伴亞太電信的訊號也受到影響[34]。
- 2016年6月8日，台灣大哥大於上午9時19分因3G語音交換機軟體出現異常，出現部分訊號異常狀況，出現包括市話撥打台灣大用戶電話不通、變空號等狀況，異常狀況亦已經於上午11時7分排除，但有網友表示實際影響時間到下午4時都未完全恢復；與台灣大哥大共用網路的亞太電信也受到影響[35]。